# 佐竹由美
佐竹 由美（さたけ なおみ、1959年10月9日- 2022年3月4日）は、日本のソプラノ歌手。国立音楽大学教授。二期会会員。本名辻 由美（つじ なおみ）。夫は辻秀幸（声楽家・合唱指揮者、洗足学園音楽大学教授）。

## 略歴
香川県高松市出身。1978年、高松第一高等学校卒業。1982年、東京藝術大学音楽学部声楽科を学部首席で卒業し、皇居桃華楽堂にて御前演奏の栄誉を賜る。1984年、同大学院修士課程修了。1985年ロータリー国際親善奨学生としてイタリアミラノに留学。Scuola Musicale di MilanoでL・グアリーニ、V・ボッローニに師事。ドイツシュトゥットガルトにてバッハを中心とした宗教作品をA・オジェー、H・リリングに師事。
2003年から東京藝術大学音楽学部声楽科のティーチングアシスタント、2004年から国立音楽大学演奏・創作学科声楽専修の非常勤講師、2007年から東京藝術大学音楽学部声楽科の非常勤講師として勤務した。
2008年、東京藝術大学大学院 音楽研究科 声楽（ソプラノ）博士課程修了、博士（音楽）取得。2009年2月から6月に文化庁新進芸術家研修制度在外特別研修。ニューヨークにて研鑽を積む。2011年、カワイサウンド技術・振興財団第1回音楽振興部門研究助成取得。
2015年から愛知県立芸術大学音楽学部声楽科の非常勤講師、2018年には国立音楽大学演奏・創作学科声楽専修の教授に就任。
2022年3月4日午前8時20分、胃がんのため川崎市の自宅で死去、62歳。告別式は同年3月10日午後0時30分から東京都港区の霊南坂教会で営まれた。喪主は夫の辻秀幸。

## 著書・論文・CD・楽譜出版
- 著書 CD　バッハ「幻のカンタータ」 （共著）、2005年
- 著書 CD　Naomi Satake Sing Love "A Lei"（単著）、2005年
- 著書 CD　木下牧子作品集「ふるえる月」 2007年
- 著書 CD "A Singing Bird" Naomi Satake（単著）、2008年
- 論文 アーロン・コープランドの《エミリー・ディキンソンの12の詩》-「アメリカ的」なるものの考察と作品分析- 東京藝術大学（単著）、2009年2月
- 著書CD なごみの歳時記（美しき日本の歌）（共著）、 2011年
- 著書CD なかにしあかね作品集「歌が生まれる」（共著）、2017年

## 演奏会・その他の出演
- 現代オペラ「ペックの木」（1999年4月24日京都府立府民ホール アルティ公演、1999年4月28日紀尾井ホール公演、主催：22世紀クラブ) 主演、久留智之作曲、小池博史演出
- ヘンデル「メサイア」（東京芸術劇場）2018年12月05日
- バッハ「カンタータNｒ.78」ケルビーニ「スタバート・マーテル」（郡山市民文化センター）2018年11月23日
- ヘンデル「メサイア」（ミューザ川崎シンフォニーホール）2018年10月14日
- ヘンデル「メサイア」（紀尾井ホール）2018年10月14日
- ベートーヴェン「交響曲第9番」（紀尾井ホール）、2018年3月24日

## 受賞歴
- 1984年10月、毎日新聞、NHK 第53回日本音楽コンクール声楽部門第2位受賞（1位なし）
- 1986年月6月、イタリア･ノバラ市国際声楽コンクール第2位およびA.C.ゴメス賞受賞
- 1988年月7月、ライプツィヒ第8回バッハ国際コンクール声楽部門第4位
- 2009年、よんでん文化振興財団芸術文化奨励賞受賞。
- 2011年6月、カワイサウンド技術・音楽振興財団 第1回音楽振興部門研究助成

## 役員・審査員等
- 1984年 財団法人東京二期会代議員就任
- 2010年 全日本学生音楽コンクール審査員就任
- 2016年 日本音楽コンクール声楽部門審査員就任